# Сальседо, Доминго
Доминго Сальседо (исп. Domingo Salcedo; 11 сентября 1983, Фернандо-де-ла-Мора) — парагвайский футболист и футбольный тренер.

## Биография

### Клубная карьера
Профессиональную карьеру начинал в парагвайском клубе «Серро Портеньо», с которым в свой дебютный сезон 2004 стал чемпионом Парагвая, а затем повторил достижение в 2005 году. В 2007 году перешёл в аргентинский «Расинг» Авельянеда, за который сыграл 15 матчей в чемпионате Аргентины. В 2008 году перешёл в чилийский клуб «Коло-Коло», с которым дважды становился победителем Клаусуры в 2008 и 2009 годах. В 2010 году выступал в аренде в «Серро Портеньо». Вернувшись из аренды продолжил выступать за «Коло-Коло», но летом 2011 года подписал полноценный контракт с «Серро Портеньо» и до конца карьеры выступал в Парагвае, сменив семь разных команд.

### Карьера в сборной
В период с 2005 по 2007 год принял участие в 5 товарищеских матчах сборной Парагвая, не отметившись результативными действиями. В 2007 году он вошёл в состав сборной на Кубок Америки, на котором Парагвай дошёл до стадии 1/4 финала, однако сам Сальседо во всех матчах оставался на скамейке запасных.

### Тренерская карьера
После завершения игровой карьеры, вошёл в тренерский штаб клуба «Серро Портеньо» в качестве ассистента. В 2022 году возглавил клуб «Депортиво Капиата».

## Достижения
«Серро Портеньо»
- Чемпион Парагвая: 2004, 2005, Апертура 2012

«Коло-Коло»
- Чемпион Чили (Клаусура): 2008, 2009